# Кор (народ)
Кор (кол, ко, куа) — народ у гірських районах Центрального В'єтнаму; власна назва — коол (Kool). Є однією з офіційно визнаних етнічних груп В'єтнаму під назвою ко (в'єт. Người Co).
Незважаючи на тісні культурні та економічні зв'язки із сусідніми народами, зберігають власну ідентичність, гордість за свої культурні традиції.
За місцем проживання поділяються на горян (Kool Doot або Kool Taal) та долинян (Kool Dong).

## Розселення та чисельність
Живуть у провінціях Куангнгай і Куангнам. Розселені на східних схилах Аннамських гір, що спадають до прибережних низин. Більшість живе в повітах Чабонг (в'єт. Trà Bồng), Шонха (в'єт. Sơn Hà) на півночі провінції Куангнгай та Бакчамі (в'єт. Bắc Trà My) на півдні провінції Куангнам.
Загальна чисельність народу кор, за даними перепису населення 2009 року, становила 33 817 осіб, серед них 17 266 чоловіків і 16 551 жінка, 32 795 осіб (97 %) проживало в селах, 1 022 особи — в містах. 28 110 кор налічувалось у провінції Куангнгай (2,31 % населення), 5 361 — в провінції Куангнам (0,38 % населення).

## Мова
Говорять мовою кор (куа, ко, код ISO 639-3: cua), що належить до банарської гілки австроазійської мовної сім'ї. Відомо 2 діалекти: кол (ко, кор, Co, Col, Cor, Dot, Kol, Kor, Yot) та чау (Traw, Tràu, Dong).
Більшість володіє також в'єтнамською, офіційною й мовою міжетнічного спілкування у В'єтнамі.
Мова кор недостатньо вивчена; наявний матеріал обмежується кількома неопублікованими списками слів. Існує фонематичний опис мови, який містить набір приголосних ([p], [t], [c], [k], [ʔ], [ph], [th], [kh], [wʔ], [jʔ], [b], [d], [ɟ], [g], [ɓ], [ɗ], [m], [n], [ɲ], [ŋ], [w], [r], [l], [hl], [j], [s], [lh], [jh], [h]) та голосних ([i], [ɩ], [ɨ], [u], [e], [ə], [o], [ɛ], [a], [ʌ], [iː], [ɨː], [uː], [eː], [əː], [oː], [ɛː], [aː], [ɔː], [ia], [ua], [ea], [oa]) звуків; можливо, він не вичерпний. Шаблон слова в мові кор складається, як мінімум, з основного складу П₁(П₂)Г(П₃) й може також включати ще передсклад П₄Г. Мова кор не має тонів чи регістрів.
Через суттєві відмінності від решти банарських мов мову кор виділяють в окрему східно-банарську групу. Мова кор виявляє 56-61 % спорідненості з мовою гре й лише 50-53 % з іншими банарськими мовами.
На мову кор вплинули контакти з північно-банарськими мовами, а також в'єтнамською та тямськими мовами.
Існує словник, писемність на основі латиниці, 1973 року була перекладена частина Біблії.

## Історія

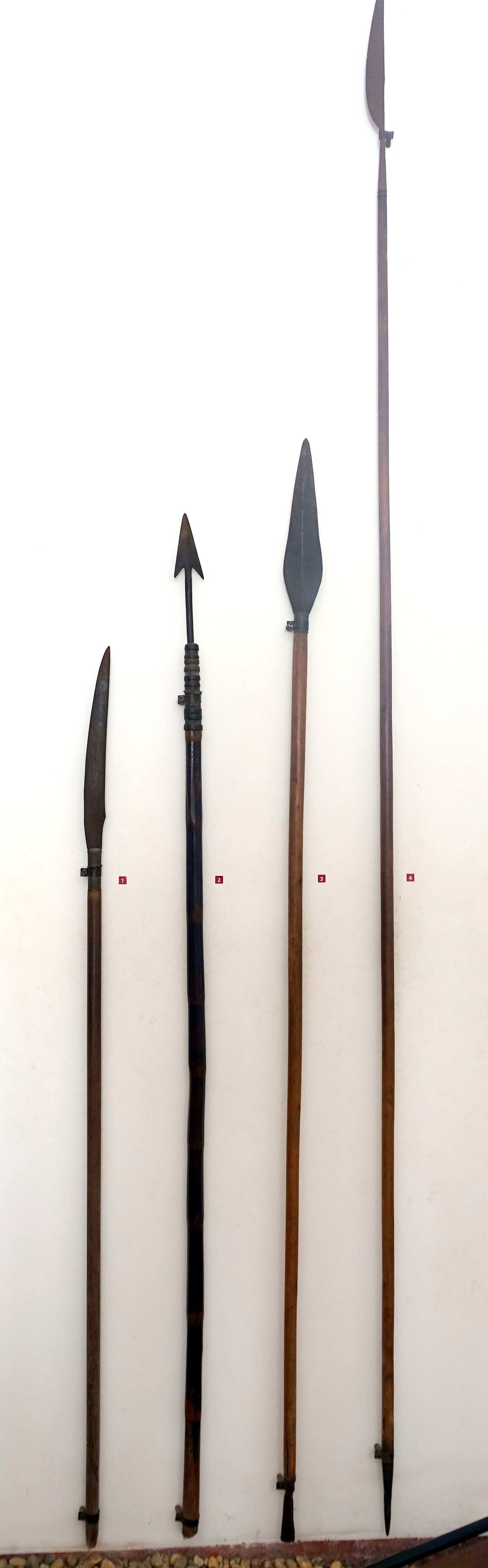
Спис народу кор (1-3).

У минулому серед кор було багато міжродових і міжплемінних воєн, ворожнеча часто тривала поколіннями. Багато людей гинуло, внаслідок чого чисельність народу постійно залишалася відносно низькою.

## Вірування
Більшість кор дотримується традиційних анімістичних вірувань. Вони шанують численних духів, вірять в існування привидів, демонів. Кор вважають, що кожен чоловік має 18 душ або джерел життєдіяльності, а жінки мають по 19 душ, додаткова душа знаходиться в їхніх грудях.
Кор дуже забобонні. Зі своїми проблемами вони звертаються до шамана, який може спілкуватися зі світом духів. Шляхом ворожіння шаман може спонукати певні події; він також проголошує пророцтва на майбутнє. Жодна велика подія, наприклад, одруження, похорони чи довга подорож, не може відбутися без попередньої консультації з шаманом, шаман визначає найбільш сприятливі для того місце й час.
Серед кор є від 300 до 1000 християн, переважно католики, вони зосереджені у кількох селах в одному районі. Місцеве суспільство негативно ставиться до християнської релігії. Шамани вважають, що присутність християн у їхньому селі розгнівить духів і принесе прокляття на людей. Люди, що приймають християнство й відмовляються від своєї віри, зазвичай піддаються остракізму й проганяються з громади; вони втрачають друзів.

## Господарство
Кор практикують перелогове землеробство на полях, розташованих терасами на схилах гір. Певну ділянку обробляють протягом кількох років, а тоді кидають її на кілька років, поки вона знову не стане родючою й придатною для ведення сільського господарства.
Вирощують рис, маніок, кукурудзу та інші продовольчі культури. Місцевий клімат є сприятливим для вирощування багатьох товарних культур: тютюн, чай, бетель, кориця, фруктові дерева, дерево тунг (Vernicia fordii) тощо. Особливе місце належить кориці, яка приносить основний дохід багатьом кор. Кориця, вирощена в повіті Чабонг, здобула всесвітню популярність ще за колоніальних часів.
Важливу роль у повсякденному житті людей відіграють також збирання лісових продуктів, полювання та рибальство. Існують ткацтво та плетіння з бамбука, але вони недостатньо розвинені.

## Суспільство
Базовою соціальною одиницею традиційного суспільства народу є сільська громада. Мешканці села поділяються на дві частини: корінні жителі, потомки засновників села, та мігранти, що переселилися з інших місць і приєдналися до місцевої громади.
Очолює громаду вождь (або староста), який обирається жителями села з числа корінних жителів, що є зразковими працівниками й користуються авторитетом у суспільстві. Староста закликає людей до праці, організовує захист села, виконує релігійні ритуали, розглядає порушення звичаєвих законів членами громади, вирішує суперечки із сусідніми селами. Єдиним привілеєм старости є те, що щороку, коли починається сезон сільськогосподарських робіт, люди всім селом один робочий день допомагають йому.
У суспільстві кор панують патріархальні традиції, чоловіки керують усіма справами та володіють усіма повноваженнями в сім'ї. Тільки сини мають право успадковувати майно батьків, дочки отримують лише дуже невелику частину майна як придане, коли виходять заміж. Дівчина, що вийшла заміж, належить до родини свого чоловіка. За звичаєм, другий син зобов'язаний піклуватися про своїх батьків у старості.
У кор переважає моногамна сім'я. Хоча звичаєві закони не забороняють чоловікам мати другу дружину, трапляється це лише у випадках, коли пара бездітна й за умови, що перша дружина не має заперечень. Шлюби між людьми однієї кревної лінії протягом п'яти поколінь з батьківської сторони та чотирьох поколінь з материнської суворо заборонені. Порушення цього правила засуджуються як кровозмішання й суворо карається. Звичаєві закони дозволяють вдівцям одружуватися зі старшими або молодшими сестрами своїх померлих дружин, але вдовам дозволяють одружуватися лише з молодшими братами померлого чоловіка. Два брати можуть одружитися з двома сестрами, але старший брат повинен одружитися зі старшою сестрою, а молодший — з молодшою.
Раніше кор відмовлялися одружуватися з представниками інших етнічних груп, але зараз молодим людям дозволено брати партнерів з числа в'єтнамців, гре або седангів.
Жителі села допомагають один одному в роботі. Рабська чи наймана праця не використовується в суспільстві кор, так само як і грошові позички або оренда землі. Відповідно до звичаєвого закону, сім'ї володіють земельними ділянками, які вони обробляють та врожаями з них, але земельну ділянку не можна продати, продають лише урожай, отриманий з неї.

## Побут

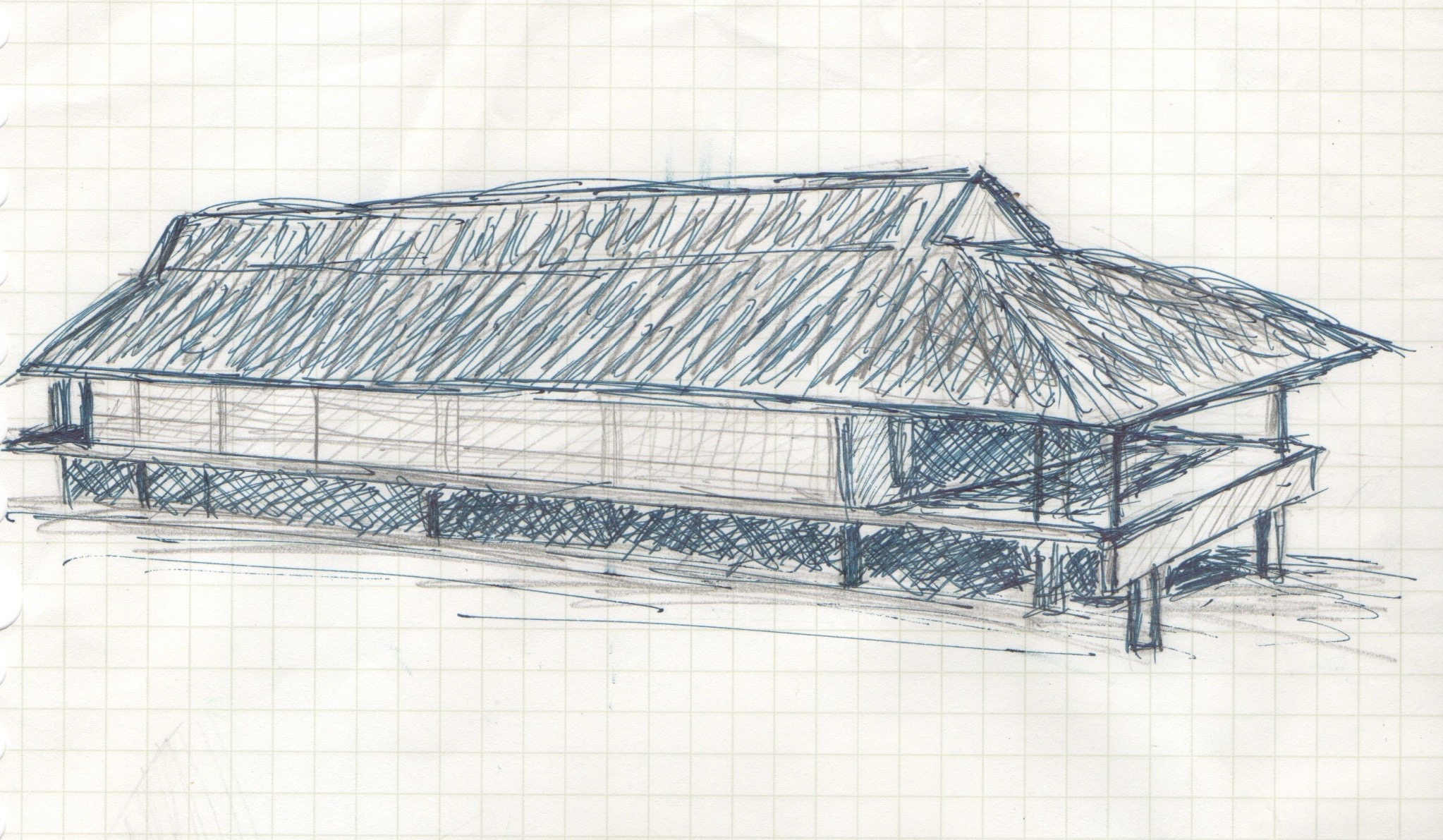
Довга хата.

Села кор, що звуться плай, стоять на схилах гір, поблизу струмків або невеликих річок. Назви вони отримують на честь своїх вождів, річок або струмків.
Протягом століть кор жили в довгих хатах на палях, які називають нок. У таких хатах, що сягали до 70-80 метрів завдовжки, під одним дахом жило кілька поколінь родини. Кожна нуклеарна сім'я мала в ній власне відділення. Коли родина збільшувалась або до неї додавались мігранти з інших сіл, хату добудовували. Село складалося з однієї або декількох довгих хат, залежно від кількості мешканців. Кор ретельно огороджували свої села високим частоколом та густим живоплотом для захисту від диких звірів та нападів ворогів.
Зазвичай люди жили на одному місці. Вони переносили своє село лише у випадку епідемії, наглої смерті або смерті, пов'язаної з материнством. Коли траплялася така ситуація, селяни перед переселенням на нове місце забивали всіх своїх тварин як жертву духам.
Тепер конструкція хат змінилася, кор живуть у хатах, розрахованих на одну сім'ю, які стоять на землі, як це прийнято у жителів низин. Живопліт навколо села став нижчим.
У минулому чоловіки кор ходили голими вище талії, жінки носили сорочки без рукавів та прикрашали себе намистами, браслетами та сережками зі скляних намистин, срібла чи міді. Зараз традиційне вбрання носять лише у святкові дні чи в інших важливих випадках.

## Народна творчість

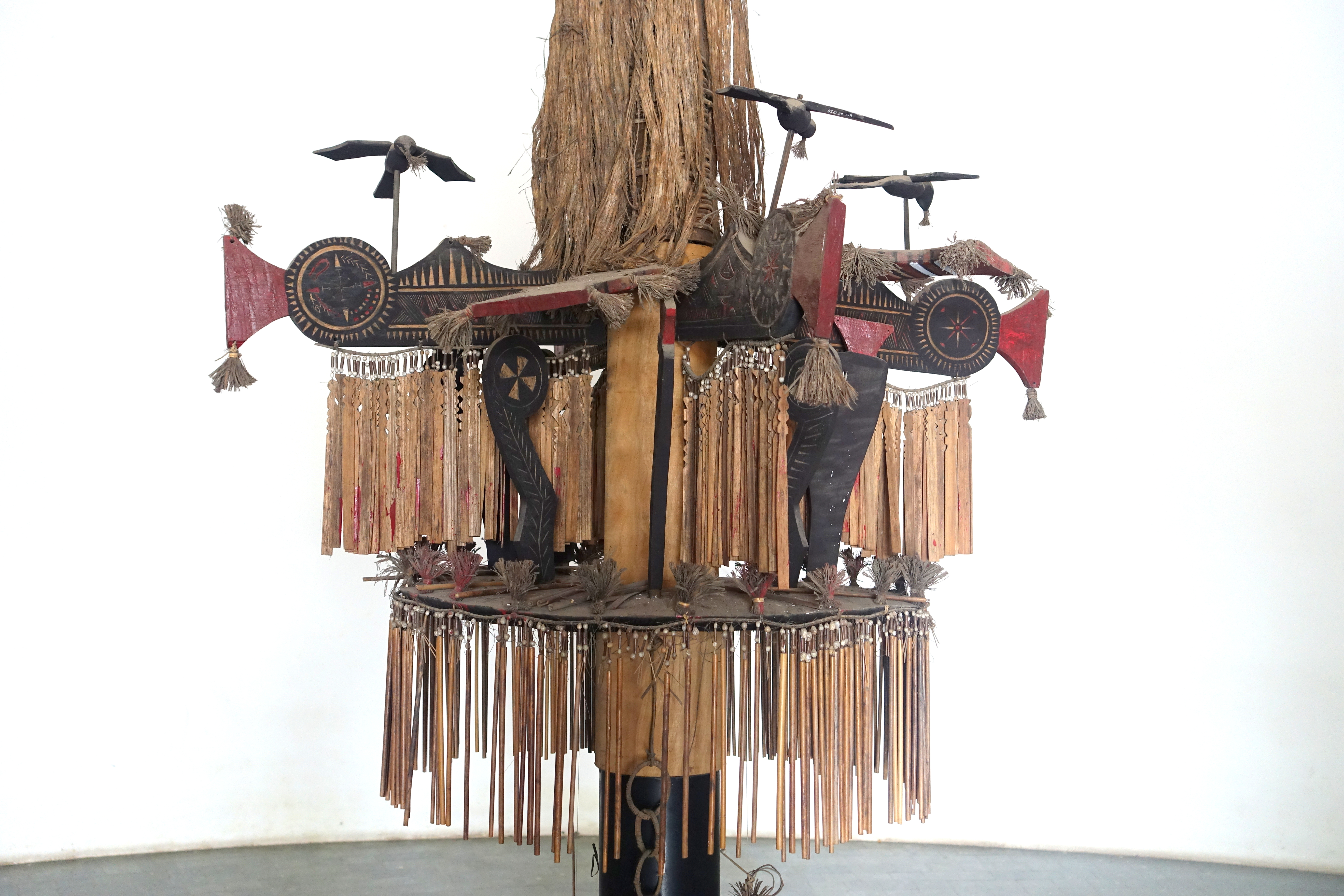
Ритуальний стовп.

Кор зберегли свої численні культурні особливості: звичаї, віру, свята, народне мистецтво. Вони люблять співати, танцювати, розповідати давні історії про своє походження та боротьбу народу за виживання.
Існують різні види традиційних пісень. Одні вихваляють чудові пейзажі та рясний урожай, інші присвячені коханню, ще інші розповідають про щоденне життя. Є також спеціальні пісні, які виконують на великі свята та при проведенні важливих обрядів, зокрема на свято врожаю або принесення в жертву буйвола.
Пісні супроводжуються грою на народних музичних інструментах, які також добре збереглися. Кожен інструмент має свій час і місце для гри. Ритм забезпечується звуками гонгів та барабанів. Гонги для кор є священним інструментом. На них грають у дні богослужінь, на Новий рік за місячним календарем, на вечірках, на весіллі та в дні, коли вітають або проводжають гостей. Гонги особливо важливі під час жертви буйвола. Цей ритуал супроводжується традиційним танцем кадхао, під час якого під сильні й швидкі звуки гонгів дівчата граційно йдуть у ногу навколо високого різнокольорового ритуального стовпа. Поступово вміння гри на традиційних інструментах втрачається, деякими з них володіють лише представники старшого покоління.